# Svartifoss
A Svartifoss (Fekete vízesés) az izlandi Vatnajökull Nemzeti Park vízesése, Skaftafellben, a park egyik legnépszerűbb látnivalója. Sötét lávaoszlopok veszik körül, amelyekről a nevét kapta. Hasonló formájú oszlopok találhatók az észak-írországi Giant's Causeway-nél, a Devil's Towernél Wyomingban, az Egyesült Államokban és a skót Staffa-szigeten. Izland-szerte is vannak hasonló formációk, köztük egy kis barlang a Reynisdrangar parton.
A vízesés tövében éles kövek találhatók. Az új hatszögletű oszlopszakaszok gyorsabban szakadnak le, mint ahogy a lefolyó víz koptatja a széleket.
Ezek a bazaltoszlopok inspirálták az izlandi építészeket. Ez leginkább a reykjavíki Hallgrímskirkja templomban figyelhető meg és a Nemzeti Színházban.

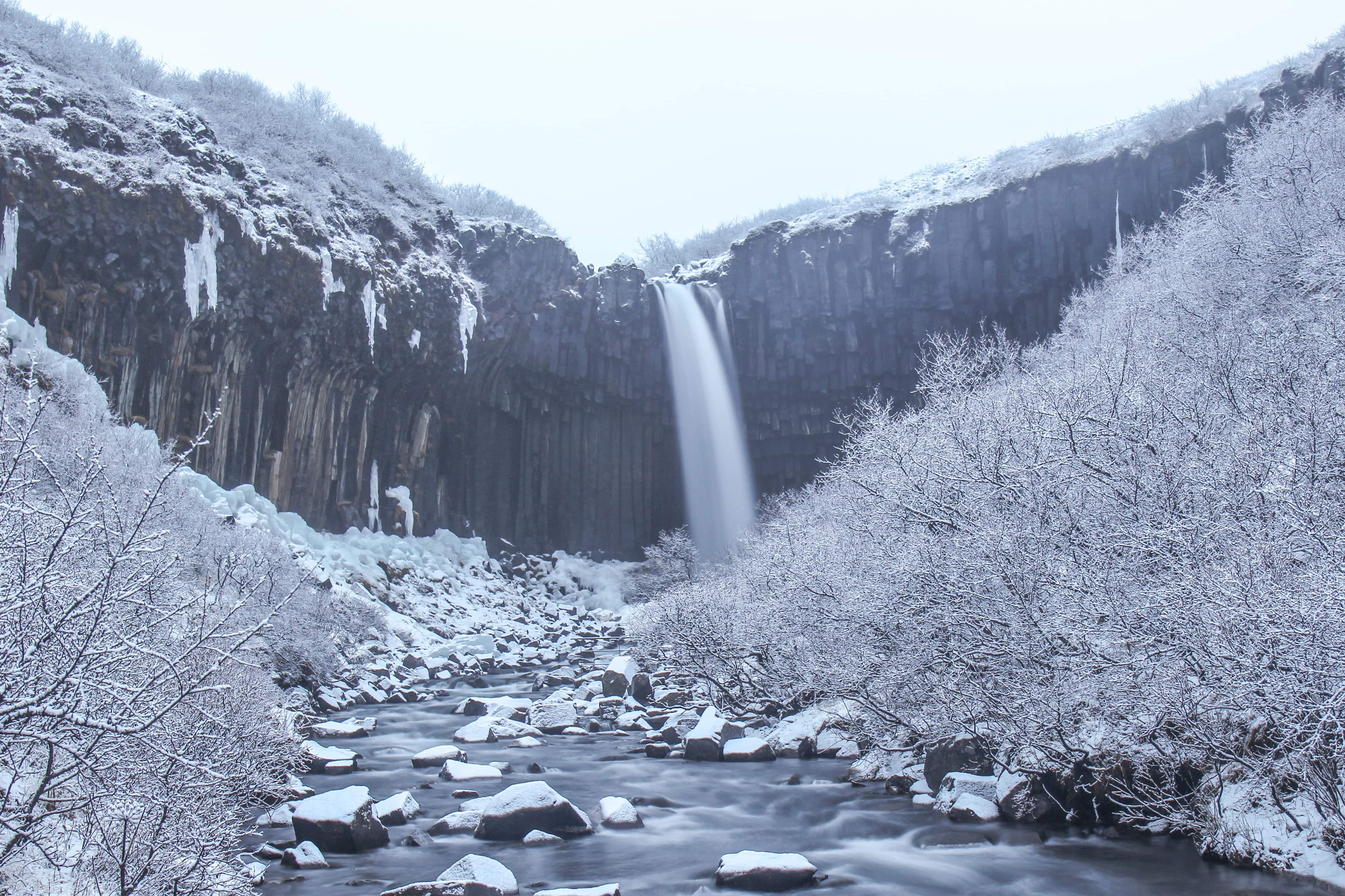
Hosszú expozíciós fénykép a Svartifoss-vízesésről télen

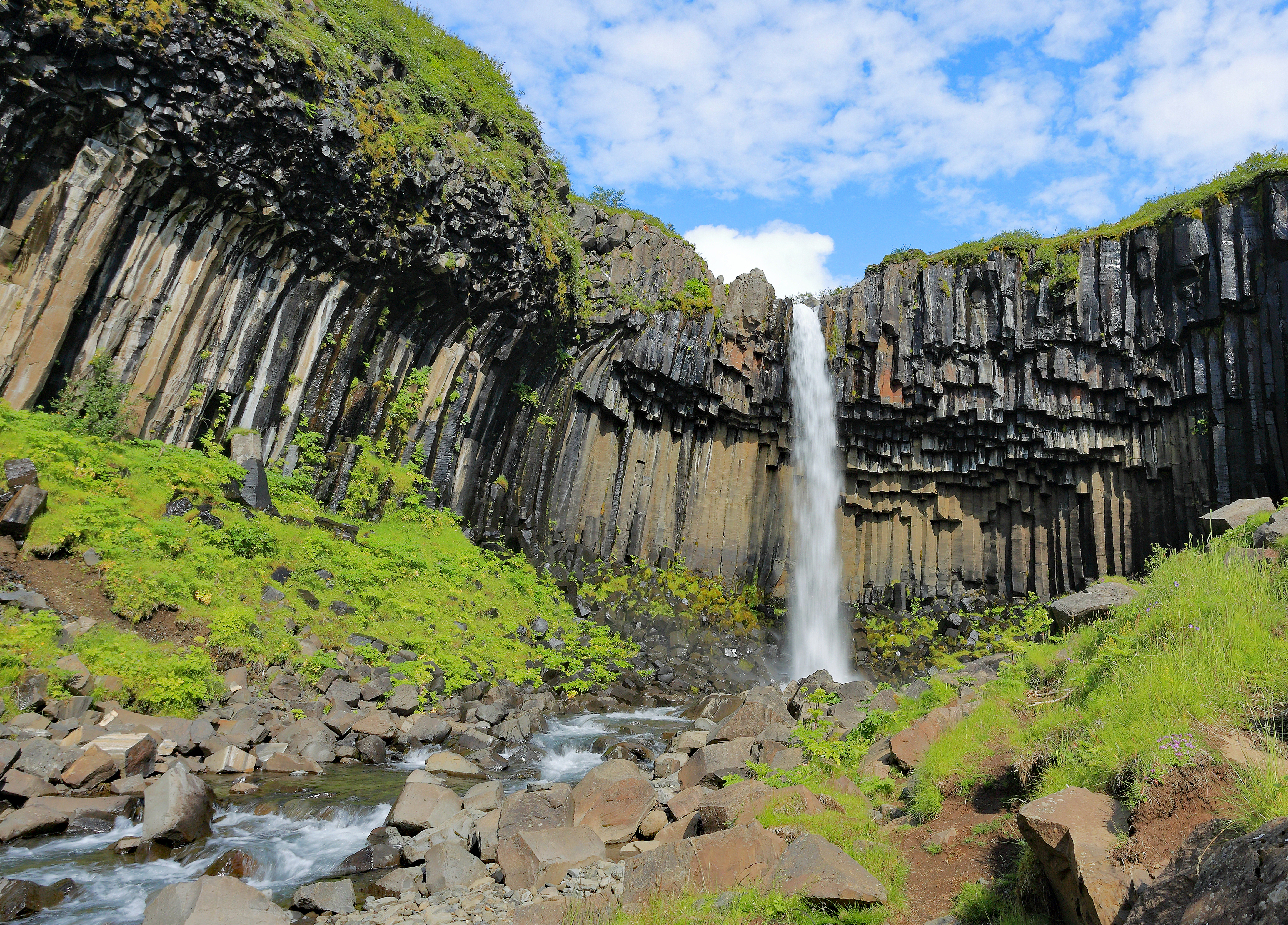
A Svartifoss nyáron

## Fordítás
Ez a szócikk részben vagy egészben  a   Svartifoss című angol Wikipédia-szócikk fordításán alapul.  Az eredeti cikk szerkesztőit annak laptörténete sorolja fel. Ez a jelzés csupán a megfogalmazás eredetét és a szerzői jogokat jelzi, nem szolgál a cikkben szereplő információk forrásmegjelöléseként.